# Palacio Chiarino
Palacio Chiarino es un edificio comercial y residencial de la ciudad de Montevideo.  Se encuentra sobre la Plaza Cagancha y la Avenida 18 de Julio en el Centro de Montevideo.

## Construcción
El palacio comenzó a construirse en 1922, a cargo de los arquitectos Antonio Chiarino, Bartolomé Triay y Gaetano Moretti, quien fue el encargado de crear el diseño de la familia de Arturo Soneira. Moretti realizó también el diseño del Palacio Legislativo. Finalmente, el palacio fue inaugurado en 1928. 
En 2011 el Palacio Chiarino fue introducido en el Registro Nacional de Lugares Históricos y fue declarado Monumento Histórico Nacional.

## Actualidad
En la actualidad, el Palacio alberga en su planta baja diversos locales comerciales, uno de ellos es una sucursal del Banco Bandes.

## En la cultura popular
El edificio ha sido utilizado para producciones de cine internacionales. En la película Un paradiso per due (La Vida en el Paraíso), el Palacio Chiarino se utiliza como la mansión en Roma, de Carlos Bramati, un rico industrial.